# David Paryla

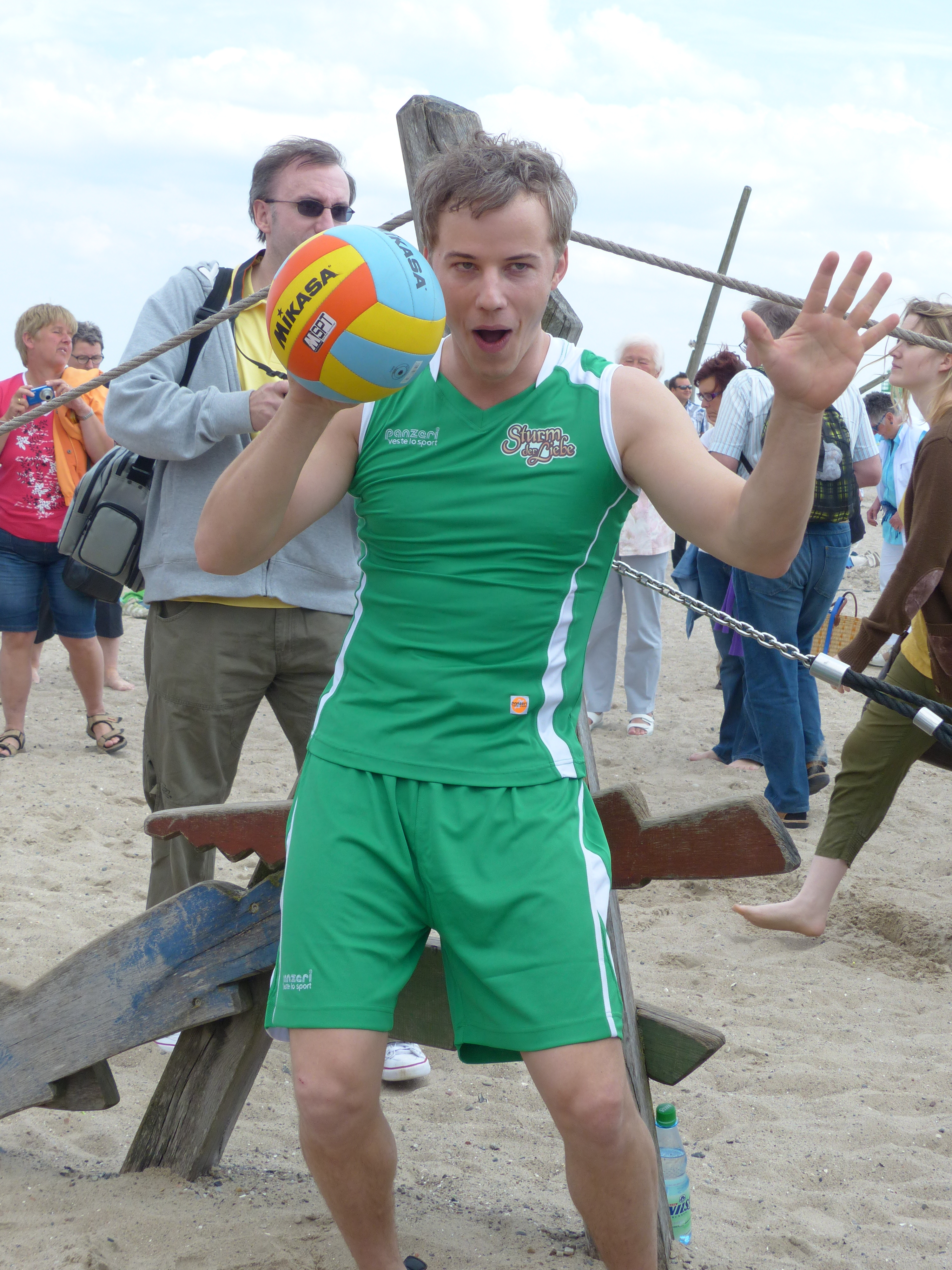
David Paryla beim Beachvolleyball-Starcup 2013

 David Paryla (* 14. Dezember 1980 in München) ist ein österreichischer Theater- und Filmschauspieler sowie Synchronsprecher.

## Leben
David Paryla ist der Sohn des österreichischen Schauspielers und Theaterregisseurs Nikolaus Paryla und der Mezzosopranistin und Opernsängerin Carla Paryla. Er wuchs in Italien auf und besuchte dort die Libera accademia dello spettacolo in Rom, wo er sein Schauspieldiplom erhielt.
Bekanntheit erlangte er unter anderem durch die Rolle des Pfarrer Martin Windgassen, die er 2012 bis 2014 (Episode 1599 bis 2052) in der ARD-Telenovela Sturm der Liebe verkörperte. Außerdem ist Paryla in zahlreichen Theaterrollen und als Synchronsprecher aktiv.
Paryla lebt in München.

## Theater
- 1997: Junge – „L’immoralista“ – von und mit Walter Bentivegna
- 2003: Soldat – „Stepptanz show“ – Virgil Ponti und Enzo Garinei
- 2003: Soldat – „Le Troiane ed Ecuba“ – Irene Papas, Aurelio Gatti
- 2004: Leone – „Homeide“ – Musical E. Vianello Vianello
- 2004: „Forza venite gente“ – Michele Paulicelli
- 2004: „Operetta che passione“ – Mariano Perella
- 2005: Sohn – „Sei personaggi in cerca d'autore“ – Nicasio Anzelmo
- 2006: Eugenio – „Das Café“ – Nicasio Anzelmo
- 2006: Puck – „Sogno di una notte di mezza estate“ – Nicasio Anzelmo
- 2007: Hamlet – „Hamlet“ – Nicasio Anzelmo
- 2008: Romeo – „Romeo und Julia“ – Nicasio Anzelmo
- 2008: Lisandro – „Sogno...Puck malizioso“ – von und mit Giorgio Albertazzi
- 2008: Caval.von Ripaf. – „Der Wird“ – Caterina Costantini
- 2008/09: Franti – „Herz ohne Herz“ – Gigi Palla
- 2009: Caval.di Ripaf. – „Der Wirt“ – Caterina Costantini
- 2009: Sir Tobia Rutto – „La dodicesima notte“ – Nicasio Anzelmo
- 2009: Teufel – „Jedermann“ (Berlin) – Andreas R. Bartsch
- 2009: Cristiano – „Circo Cirano“ – Gigi Palla
- 2009: Josip – „Schatten des Krieges“ – Fabrizio Bancale
- 2010: Giasone/Messaggiero – „Medea“ – Nicasio Anzelmo
- 2010: Nazzista – „Il Giusto che inventò il morbo di K.“ – Catherine Venturini
- 2010: Emone – „Antigone“ di Anouilh – Marica Stocchi
- 2010: Cristiano – „Circo Cirano“ – Gigi Palla
- 2010: Kallas (der Blinde) – „Napoletango“ – Giancarlo Sepe
- 2011: Manuel – „Der die Ohrfeigen bekommt“ – Leonid Andreyev – G. Mauri
- 2011: Kallas, der blinde – „Napoletango“  (MUSICAL) – Giancarlo Sepe
- 2011: Hamlet – „Hamlet“ – Shakespeare – S. Karasch
- 2012: Manuel – „Der die Ohrfeigen bekommt“ – Leonid Andreyev – Glauco Mauri
- 2014: Valèr – „Der Geizige“ – Nikolaus Paryla – Komödie am Bayerischen Hof (Tournee)
- 2015: Valèr – „Der Geizige“ – Nikolaus Paryla – Komödie am Bayerischen Hof (Tournee)
- 2016: Die 4 Geister – „Buon natale Mr Crooge“ – Gigi Palla Teatro Le Maschere Rom

## Filmografie (Auswahl)
- 2004: Imperia
- 2005: Elisa di Rivaombrosa
- 2005: Incantesimo 8
- 2007: Einstein
- 2009: Giovinezza
- 2009: Eroi per caso
- 2012: I Cesaroni
- 2012–2014: Sturm der Liebe
- 2015: Soko München
- 2015: Die Chefin
- 2015: Rimbocchiamoci le maniche
- 2019: Lena Lorenz
- 2020: Um Himmels Willen